# Калмыков, Василий Савельевич
Василий Савельевич Калмыков (1790 или 1791 — 1832) — один из видных деятелей и идеолог духоборского верования. Сын лидера духоборов, Савелия Капустина.
Василий Калмыков родился в семье лидера духоборов, Савелия Капустина. В юном возрасте он был отдан на воспитание к отцу жены Капустина и видному духобору, Никифору Калмыкову. Это было сделано затем, чтобы сын Савелия не был призван на военную службу. С юных лет Калмыков воспитывался в духоборческой среде, вскоре став одним из 25 наставников. 
В 1820 году, со смертью своего отца, Калмыков стал лидером духоборов: 

По смерти Капустина место его в духоборческой общине занял сын его, Василий Калмыков, личность посредственная, не отличавшаяся ни умом, ни характером а потому и не имевшая в ней особенного значения. Не отличавшийся ни умом, ни характером, кроме того преданный пьянству и разврату, он тем не менее полновластно управлял делами общины, которая оставалась в-таких же отношениях к нему, в каких находилась к его отцу. Предосудительный образ жизни его не делал на духоборцев невыгодного для него впечатления: они с благоговением продолжали цаловать его руки, ноги и полу платья. А между тем, от беспорядочной его жизни стали вкрадываться беспорядки и в самом его управлении. Так при жизни Капустина в сиротском доме содержалось несколько мущин и женщин для пропитания и несколько девиц подготовлялись в запевалы. Но при Василие Калмыкове девицы вытеснили из сиротского дома почти всех стариков и старух и содержались там с предосудительною целию; а жившие там мущины были не иное что, как работники Калмыковых, одни, даже достаточные, из суеверного усердия к ним, а другие просто из насущного хлеба.

Он был лидером движения 12 лет. После его смерти духоборов возглавил его сын, Илларион.